# Nexus One
Nexus One是Google推出的运行Android手机操作系统的智慧型手机。这也是Google自行推出的第一款手机。该手机由HTC公司生产，于2010年1月5日发布。手机的功能包括语音文字识别，内置的Gmail程序，以及驾驶中的语音导航等等。
该手机目前在美国捆绑T-Mobile移动电话网络发行。Verizon（美国）和Vodafone（欧洲）网络的版本原计划在2010年第二季度上市，但后因市场反应不佳而取消。Google曾同时出售不绑定网络的解锁版，可以在全世界任何GSM网络上使用，但3G功能只在一些网络上可用，后者也已停止销售。

## 硬件
Nexus One配有3.7英寸AMOLED显示屏，分辨率为800x480。屏幕具有100000:1的对比度，反應時間为1ms。手机上带有一个轨迹球，可以根据接收的消息类型发出不同颜色的光。该手机有一前一后两个麦克风，後者用于噪音消除，以减少通话背景噪音。手机上还提供一个标准的3.5mm耳机插孔。
这款手机采用了高通公司QSD8250 1GHz处理器，4GB的microSD卡（可以扩展至32GB），512MB内存和512MB闪存，500万像素自动聚焦摄像头，LED闪光灯和数码变焦，GPS接收机，光线和距离传感器，蓝牙2.1 + EDR以及802.11b/g的无线功能。它还提供了硬件支持的H.263、H.264和MPEG-4视訊解码，并且可播放MP3、AAC+、AAC++、Ogg Vorbis、WAV和MIDI音频，并显示JPEG、GIF、PNG和BMP等图像格式。该手机使用一个标准micro USB接口，而不是宏达电所专有的连接器。Android商店的应用程序最初的将被限制在内置的512MB闪存，但使用扩展SD卡的程序存储也将在安全和盗版问题得到解决后启用。
这款手机重130克，高119（4.7英寸），宽59.8（2.35英寸），厚度11.5（0.45英寸），由一个可拆卸的1400mAh电池供电，预计待机时间为290小时，通话时间10小时，或接入3G网络5个小时。
手机的天线支持全球大多数GSM供应商，但不包括AT&T和罗杰斯（加拿大）使用的频段850MHz和1900MHz的UMTS 3G频段。具体覆盖的频段包括四頻GSM的850、900、1800和1900以及UMTS 1（2100MHz）、4（1700MHz至）和8（900兆赫）频段。

## 软件
Nexus One运行Android 2.1操作系统，代号为「Eclair」（閃電泡芙：一種法式甜點）。在2.1系统固件版本增加了诸如“动态壁纸”等美化功能，这些动画的背景会针对用户的输入而做出不同的反应。“应用程序抽屉”也被一个简单的按钮取代，按下该按钮可以进入手机上安装的应用程序列表。该缩略图列表可以向上和向下滚动，在滚动时，应用程序会收起到一个3D立方体，而不像以前一样简单的从屏幕上消失。当到达应用程序缩略图列表的最底部时，屏幕会像iPhone一样反弹。
Android 2.1固件中没有提供通过“捏”(Multi touch)这一动作实现缩放的支持，但双击可以达到放大的效果。此外，“画廊”应用程序允许使用的手指滑动切换照片而不必使用“左”或“右”箭头键。
2010年2月2日，Google官方博客宣布Nexus One的系统固件将会进行第一次升级，更新内容包括"修复3G网络连接问题和支持多点触控"。2010年五月，随着Android 2.2开发代号Froyo的推出，Nexus One成为第一批可更新到Android 2.2平台的系统。
2011年10月26日，據英國每日電訊報報導，Google行動產品總監 Hugo Barra 表示，Nexus One的硬體設備已經無法支援新的Android作業系統Ice Cream Sandwich（4.0），所以將不提供4.0的更新。

## 定价和发布日期
Nexus One发布于2010年1月5日。这款手机通过Google网站销售，解锁版定价529美元，捆绑T-Mobile 2年合同的版本售价则为179美元。可选的月租只有一种：$79.99，包括500分钟通话时间，以及夜间或周末无限通话，无限短信/MMS和网络数据。179美元的T-Mobile的价格只针对目前非T-Mobile用户的个人。而目前已经是T-Mobile包月服务（不含数据）的用户的价格是279.99美元，而目前已经有语音和数据报月服务的T-Mobile用户的价格则是379.99美元。 到2010年春季，Verizon和沃达丰的型号将分别在美国和欧洲发行，并计划在适当的时候扩大到其他手机运营商和国际市场。
Google已向英国，新加坡和香港的用户提供送货，而在这些国家地区和当地运营商的捆绑还没有最后确定，手机也会直接从美国发货。客户从英国订购的送货费是20美元，可选的AC充電器价格为19.99美元，此外还会收取17.5％的增值税和6.5％的关税。新加坡收取7％消费税，而香港则不会加收任何额外的税金。

## 历史
“Nexus One”的商标名称由Google在2009年12月10日提交商标注册申请。Nexus One商标作为国际商标第9类的“电脑及软件产品和机电产品的科学”与“移动电话的说明提交。该商标被提交时是作为“意图使用”商标，没有任何商业利用的具体日期，表明可能是为未来的产品使用。
2009年12月12日，Google在博客中证实内部测试已经开始。谷歌表示，已提供给其雇员“移动实验设备”，但未证实，将会把设备出售给消费者。设备的电话和数据服务并没有启动，也不会向Google计费，而由雇员来自行决定激活和支付无线服务费用。
2010年7月15日，Google在博客中表示在周內接受最後一批的Nexus One的訂單後，將停止透過Google網站銷售，現有使用者仍可以得到相關支援。而在歐洲、韓國等使用者，將繼續從當地手機運營商，按當地的市場情況購買Nexus One。為使開發者繼續取得最新的Android手机操作系统的智能手机，已登記的開發者仍可以透過夥伴購買Nexus One。

## 名称
Nexus One的名字被一些人认为是来自菲利普狄克（Philip K. Dick）的小说《银翼杀手》中的「机器人（Android）会不会梦见电子羊」。该小说后来改编为电影《银翼杀手》。“Android”一词在这本书中出现，但在此书之前也有过更广泛的使用。这本书和电影上都围绕着一群代号为Nexus-6的流亡机器人展开。狄克先生的女儿伊萨哈克特（Isa Hackett）称Google对Nexus One的名称使用是“对我们的知识产权的明显侵犯”，并宣布将采取法律行动。